# Каплиця святих Маргарити та Юдіти (Краків)
 
Пам'ятник культури Малопольського воєводства: реєстраційний номер А-92 від 10 травня 1974 року.
Каплиця святих Маргарити та Юдіти (пол. Kaplica św. Małgorzaty i św. Judyty) — католицька дерев'яна каплиця, розташована на вулиці Броніслави, 8 в мікрорайоні Сальватор, Краків, Польща. Храм входить до переліку об'єктів туристичного маршруту «Шлях дерев'яної архітіектури». Пам'ятник культури Малопольського воєводства.

## Історія
Каплиця в стилі бароко була побудована в XVII столітті (близько 1689—1690 років) на місці колишньої дерев'яної каплиці, яка в 1587 і 1656 роках значно постраждала від пожеж. Ініціатором будівництва стала настоятелька монастиря Норбертанок Юстина Орачевська. Каплиця була освячена на честь святих Маргарити Антиохійської та Юдіти.
Сучасна каплиця неодноразово ремонтувалася, тому до наших днів збереглося небагато оригінальних елементів її архітектури.
10 травня 1974 року каплиця була внесена до Реєстру пам'яток Малопольського воєводства (Польща).

## Опис
Восьмикутна каплиця зібрана з дерев'яних конструкцій. У 80-тих роках XX століття під час реконструкції зовнішні стіни були покриті дошками. Дах покритий ґонтом. Головний вхід до приміщення каплиці здійснюється через портал, який прикрашений елементами XVII століття.
Оригінальні вівтарі і предмети були перенесені в XX столітті в монастир Норбертанок. На даний час всередині каплиці знаходяться два вівтаря, доставлені сюди в XX столітті. Один із вівтарів — із сусідньої церкви Найсвятішого Спасителя, інший — з краківського костелу святого Войцеха.
Наприкінці березня 2008 року перед каплицею з боку вулиці Броніслави був встановлений пам'ятник Івану Павлу II.